# Zahari Mednikarov
Zahari Mednikarov (Dobrič, 7 gennaio 1924 – Dobrič, 1º maggio 2007) è stato un direttore di coro bulgaro.
Zahari Mednikarov (Захари Медникаров) fu professore di direzione di coro e direttore dell'Accademia statale di musica di Sofia.

## Biografia
Nato a Dobrič il 7 gennaio 1924 dove sin da studente del liceo bulgaro iniziò a suonare nell'Orchestra di fiati. Nel 1942, il noto direttore d'orchestra bulgaro Atanasio Mozev fonda un coro misto nella chiesa di "Santa Troiza", nel quale prende parte anche lo studente Mednikarov, egli stesso in seguito forma un coro studentesco misto, che ottenne il primo premio al Festival corale di Šumen.
Dopo il diploma, conseguito nel 1945, s'iscrive alla facoltà di Giurisprudenza dell'Università di Sofia e contemporaneamente dirige diversi cori nella capitale, tra i quali anche alcuni appartenenti all'Organizzazione bulgaro–rumena. Nel 1948, s'iscrive all'Accademia musicale bulgara, nella quale si diploma nel 1952, continuando sempre a dirigere gruppi corali nella capitale e a lavorare nell'Orchestra del Teatro musicale pubblico.
Nel 1952 fondò il coro misto Suoni di Dobrič; già l'anno seguente il coro vinse il primo premio della gara regionale di Varna, in seguito il coro diventa il primo coro della nazione, insieme a quello delle Poste Georgi Kirkov di Sofia (diretto da Samuil Vidas). Dal 1953 Suoni di Dobrič è sempre risultato vincitore del primo premio in tutti i festival della Repubblica di Bulgaria, conquistando numerose medaglie d'oro. Nel 1962 arriva secondo al Concorso polifonico internazionale Guido D'Arezzo ad Arezzo, in Italia – è il primo coro bulgaro a gareggiare in un concorso europeo.
Seguono numerose e ripetute trasferte in Romania, Cecoslovacchia, Ungheria, Italia, Inghilterra, Unione Sovietica, Grecia e in altri paesi. 
Nel 1961, Zahari Mednikarov dà vita al Coro giovanile della Città di Dobrič che per ben più di 30 anni è tra i primi del Paese. Dal 1974 al 1986 Mednikarov entra a far parte del comitato esecutivo della Federazione europea dei cori giovanili Europa cantat; a Namur e a Bruges in Belgio e a Leicester in Inghilterra, si occupa della gestione artistica degli atelier. Nel 1962 istituisce un corso per direttori di coro a Como.
Partecipa più volte al Concorso internazionale corale d'Arezzo e a Gorizia; Neerpelt, Belgio; Tours, Francia; Copenaghen, Danimarca; quindi L'Aia, Debrecen, Bitgosh, Atene, Cantonigròs in Spagna ed altri.
Nel 1974 ad Albena sul Mar Nero gestisce l'Atelier del Seminario corale internazionale, insieme a direttori di coro di fama internazionale.
Muore a Dobrič il 1º maggio 2007.